# Israel Shipyards
Israel Shipyards — крупное судостроительное и ремонтное предприятие восточного Средиземноморья. Объекты компании расположены в порту Кишон (часть портового комплекса Хайфы). Компания также управляет частным портом, находящимся на её территории, который в 2017 году обработал около трех миллионов тонн грузов.
Компания владеет судоподъемником, способным поднимать до 3000 тонн или 100-метров (330 футов) общей длины судов и 1000-метровой пристанью с глубиной воды 12 метров.

## История
Компания была основана в 1959 году государством Израиль для строительства военных и гражданских судов, а также для предоставления услуг по модернизации, техническому обслуживанию и ремонту морской техники. К 1990-м годам производительность компании снизилась и компания стала убыточной. В 1995 году компания была приватизирована и продана группе местных инвесторов, которые с 1998 года вернули ей прибыльность.
Israel Shipyards контролируется Shlomo Group (ТА :SHLD), холдинговой группой бизнесмена Шломо Шмельцера.
В 2013 году компания представила новый проект «Мини-корвет» типа «Саар-72». Всего компанией было построено 40 ракетных катеров типа «Саар»; За прошедшие годы 20 из них были поставлены ВМС Израиля. С новым мини-корветом компания надеялась расширить свое предложение, чтобы удовлетворить растущие потребности ВМС Израиля, а также международных клиентов за рубежом.

## Продукты и услуги

### Военные корабли

#### Ракетные катера
- Ракетные катера типа «Саар 4»
- Ракетные катера типа «Саар- 4,5»
- «Мини-корвет» типа «Саар-72»[англ.]

#### Морские патрульные корабли (ОПВ)
- «Морской патрульный корабль типа «Саар- 62»[англ.]
- ОПВ 45

#### Быстроходные патрульные корабли (БПК)
- Патрульный катер типа «Шальдаг»
- Патрульные катера на подводных крыльях класса «Зиванит»

### Торговые суда
- Буксиры
- Балкеры

### Судоремонт
Верфи осуществляют:
- Ремонт повреждений торговых судов
- Джамбирование[англ.] контейнеровозов
- Переоборудование и модификация грузовых судов
- Ремонт и техническое обслуживание торговых и военных судов

### Промышленные структуры
Компания использует свои мощности для портового строительства и погрузочно-разгрузочных работ и строительства и доставки:
- контейнерных кранов Panamax и Post Panamax
- стальных опор и кранов для разгрузки угля для электростанции Орот Рабин
- промышленных больших сосудов под давлением
- установки для хранения и погрузки калия
- телескопических трапов для международного аэропорта Бен-Гурион

## Список кораблей, построенных на израильских верфях (неполный список)
| Наименование                | Тип                                  | Создан для                      | выпущен      | Судьба                                                                                          | Фото |
| --------------------------- | ------------------------------------ | ------------------------------- | ------------ | ----------------------------------------------------------------------------------------------- | ---- |
| INS Etzion Gever (P-51)     | десантный корабль «Кишон»            | ВМС Израиля                     | январь 1963  | Продан для гражданского использования в 1984 году, использовался как рыбацкое судно в Эйлате    |      |
| INS Reshef (Искра)          | Ракетный катер «Саар-4»              | ВМС Израиля, ВМС Чили           | февраль 1973 | Продан в Чили в 1997 году как LM-34 Angamos.                                                    |      |
| INS Keshet (Радуга)         | Ракетный катер «Саар-4»              | ВМС Израиля, ВМС Чили           | октябрь1973  | Продан в Чили в 1981 году как LM-31 Chipana                                                     |      |
| INS Romach (Lance)          | Ракетный катер «Саар-4»              | ВМС Израиля, ВМС Чили           | 1974         | Продан в Чили в 1979 году как LM-30 Casma                                                       |      |
| INS Kidon (Javelin)         | Ракетный катер «Саар-4»              | ВМС Израиля                     | 1974         | списан, корпус затонул                                                                          |      |
| INS Tarshish                | Ракетный катер «Саар-4»              | ВМС Израиля, ВМС Чили           | 1975         | Продан в Чили в 1997 году как LM-35 Papudo                                                      |      |
| INS Yaffo (Яффа)            | Ракетный катер «Саар-4»              | ВМС Израиля                     | 1975         | списан                                                                                          |      |
| INS Nitzachon (Победа)      | Ракетный катер «Саар-4»              | ВМС Израиля                     | июль 1978    | Перенаправлен на противолодочную оборону                                                        |      |
| INS Atzmaut (Независимость) | Ракетный катер «Саар-4»              | ВМС Израиля                     | декабрь 1978 | Перенаправлен на противолодочную оборону                                                        |      |
| INS Moledet (Родина)        | Ракетный катер «Саар-4»              | ВМС Израиля, ВМС Шри-Ланки      | 1979         | Перенаправлен на противолодочную оборону, продан Шри-Ланке в 2000 году как SLNS Suranimala      |      |
| INS Komemiyut (Суверенитет) | Ракетный катер «Саар-4»              | ВМС Израиля, ВМС Шри-Ланки      | 1980         | Перенаправлен на противолодочную оборону, продан Шри-Ланке в 2000 году как SLNS Nandimitra      |      |
| INS Aliya (Алия)            | Ракетный катер Саар 4.5              | ВМС Израиля                     | июль 1980    | Переоборудован и продан в Мексику в 2004 году как ARM Huracán                                   |      |
| INS Geula (Спасение)        | Ракетный катер Саар 4.5              | ВМС Израиля                     | октябрь 1980 | Переоборудован и продан в Мексику в 2004 году как ARM Tormenta                                  |      |
| INS Romah (Halberd)         | Ракетный катер Саар 4.5              | ВМС Израиля                     | 1981         | активен                                                                                         |      |
| INS Keshet (Радуга)         | Ракетный катер Саар 4.5              | ВМС Израиля                     | 1982         | активен                                                                                         |      |
| INS Shlomit                 | Катер на подводных крыльях «Зиванит» | ВМС Израиля                     | 1983         | Продан на металлолом в сентябре 1991 года из-за технической неисправности                       |      |
| INS Hetz (Стрела)           | Ракетный катер Саар 4.5              | ВМС Израиля                     | 1991         | активен                                                                                         |      |
| INS Tarshish                | Ракетный катер Саар 4.5              | ВМС Израиля                     | 1995         | Саар 4 (построен в 1974 году) и преобразован в Саар 4.5 в 1994 году, активен.                   |      |
| INS Kidon (Lance)           | Ракетный катер Саар 4.5              | ВМС Израиля                     | 1995         | Саар 4 (построен в 1974 году) и преобразован в Саар 4.5 в 1994 году, активен.                   |      |
| INS Yaffo (Яффа)            | Ракетный катер Саар 4.5              | ВМС Израиля                     | 1998         | Саар 4 (построен в 1974 году) и преобразован в Саар 4.5 в 1998 году, активен.                   |      |
| INS Herev (Меч)             | Ракетный катер Саар 4.5              | ВМС Израиля                     | 2002         | активен                                                                                         |      |
| INS Sufa (Шторм)            | Ракетный катер Саар 4.5              | ВМС Израиля                     | 2003         | активен                                                                                         |      |
| ΛΣ-060                      | Сторожевой корабль                   | Береговая охрана Греции         | декабрь 2003 | активен                                                                                         |      |
| ΛΣ-070                      | Сторожевой корабль                   | Береговая охрана Греции         | февраль 2004 | активен                                                                                         |      |
| ΛΣ-080                      | Сторожевой корабль                   | Береговая охрана Греции         | апрель 2004  | активен                                                                                         |      |
| ARM Huracán                 | Ракетный катер Саар 4.5              | ВМС Мексики                     | 2004         | активен                                                                                         |      |
| ARM Tormenta                | Ракетный катер Саар 4.5              | ВМС Мексики                     | 2004         | активен                                                                                         |      |
|                             | Балкер                               | коммерческий клиент             | 2008         | Грузовые суда длиной 90 м (300 футов) и шириной 15 м (49 футов)                                 |      |
|                             | Балкер                               | коммерческий клиент             | 2009         | активен                                                                                         |      |
|                             | Балкер                               | коммерческий клиент             | 2009         | активен                                                                                         |      |
|                             | Балкер                               | коммерческий клиент             | 2010         | активен                                                                                         |      |
| Shaldag MK II               | Патрульный катер Шальдаг             | ВМС Израиля                     |              | активен                                                                                         |      |
| Shaldag MK III              | Патрульный катер Шальдаг             | ВМС Израиля                     |              | активен                                                                                         |      |
| Shaldag MK II               | Патрульный катер Шальдаг             | ВМС Экваториальной Гвинеи       | 2005         | два быстроходных патрульных катера Shaldag Mk II построены в 2004 году и поставлены в 2005 году |      |
| Shaldag MK III              | Патрульный катер Шальдаг             | ВМС Шри-Ланки                   |              | активен                                                                                         |      |
| Shaldag MK III              | Патрульный катер Шальдаг             | ВМС Нигерии                     |              | активен                                                                                         |      |
| Shaldag MK II               | Патрульный катер Шальдаг             | Аргентинская морская префектура | 2018         | активен                                                                                         |      |